# Alluyes
Alluyes ist eine französische Gemeinde mit 758 Einwohnern (Stand 1. Januar 2022) im Département Eure-et-Loir in der Region Centre-Val de Loire. Sie gehört zum Kanton Châteaudun und zum Arrondissement Châteaudun. 

## Lage
Nachbargemeinden sind Saumeray im Nordwesten, Bouville im Norden, Montboissier im Osten, Bonneval im Süden, Trizay-lès-Bonneval im Südwesten und Dangeau im Westen.
Alluyes liegt am Fluss Loir. An der Grenze zu Montboissier mündet der Nebenfluss Vallée de Paray, der in manchen Kartenwerken auch als Vallée de la Malorne bezeichnet wird.

## Bevölkerungsentwicklung
| Jahr      | 1962 | 1968 | 1975 | 1982 | 1990 | 1999 | 2006 | 2018 |
| --------- | ---- | ---- | ---- | ---- | ---- | ---- | ---- | ---- |
| Einwohner | 703  | 720  | 692  | 548  | 577  | 619  | 677  | 753  |

## Sehenswürdigkeiten
- Schloss von Alluyes, seit 1925 als Monument historique ausgewiesen
- Kirche Notre-Dame, seit 1994 Monument historique

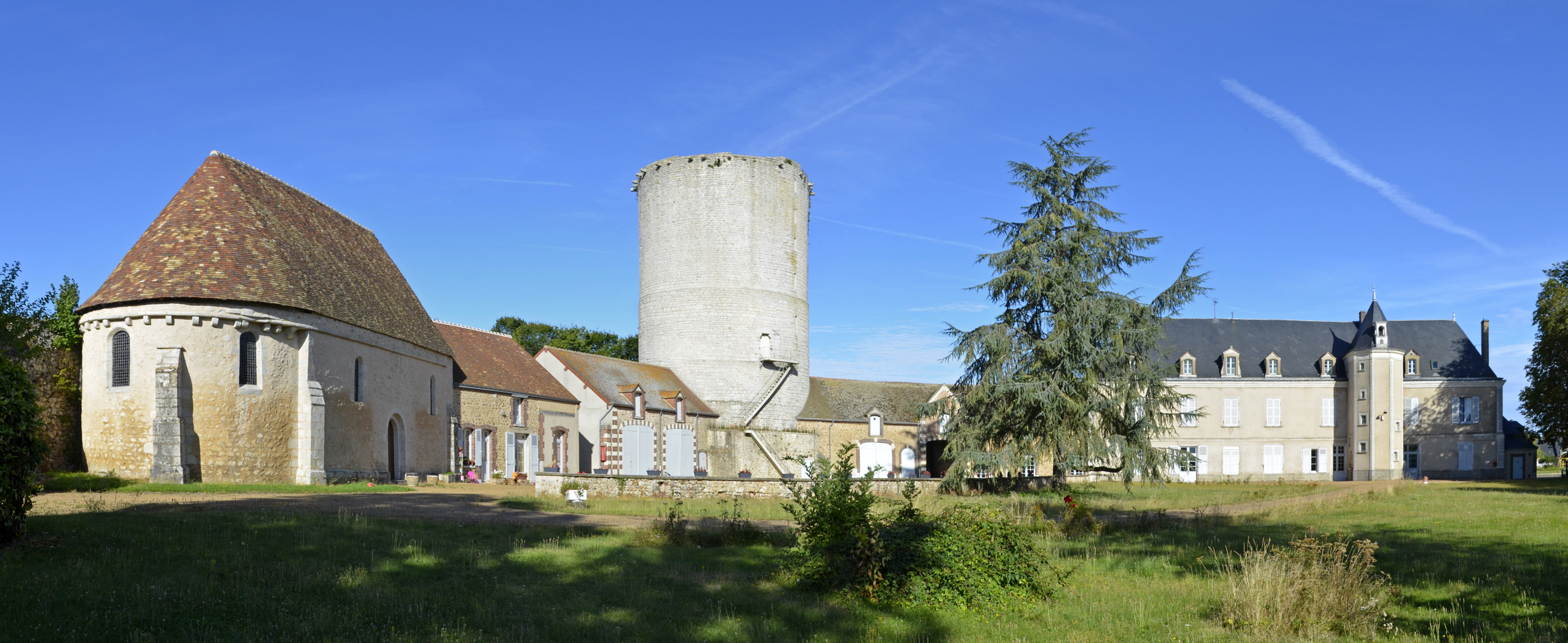
Schloss von Alluyes
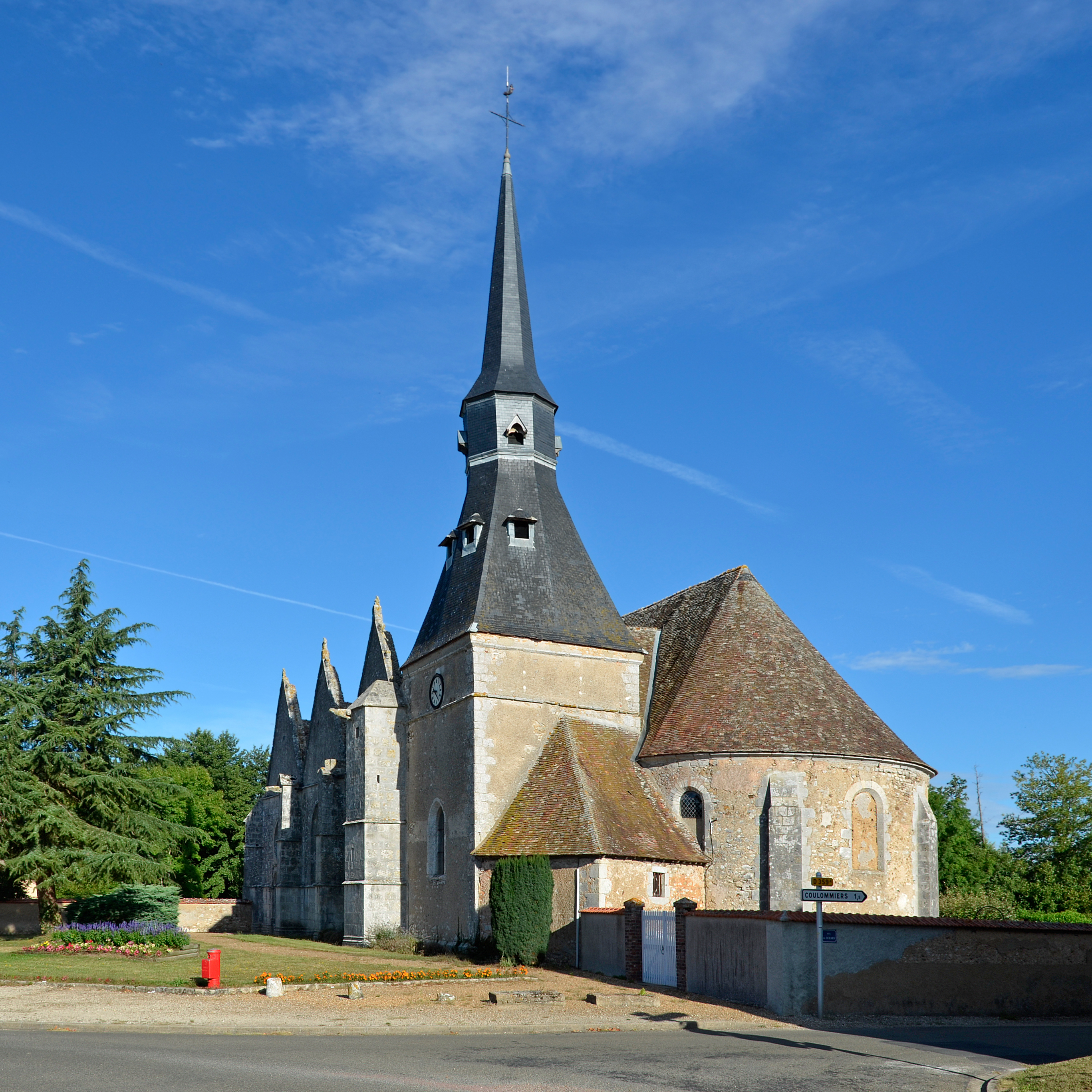
Kirche Notre-Dame
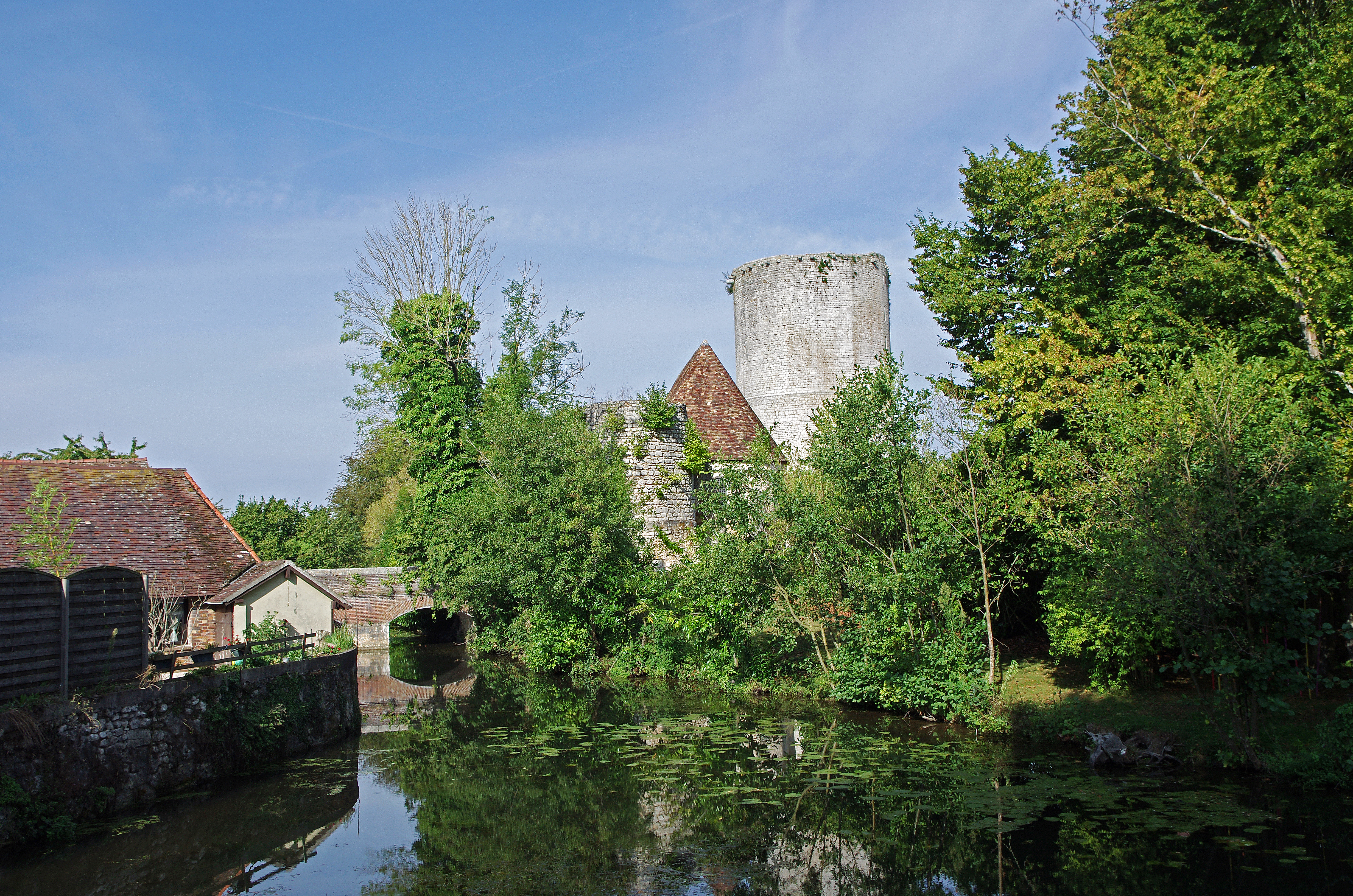
Loir bei Alluyes
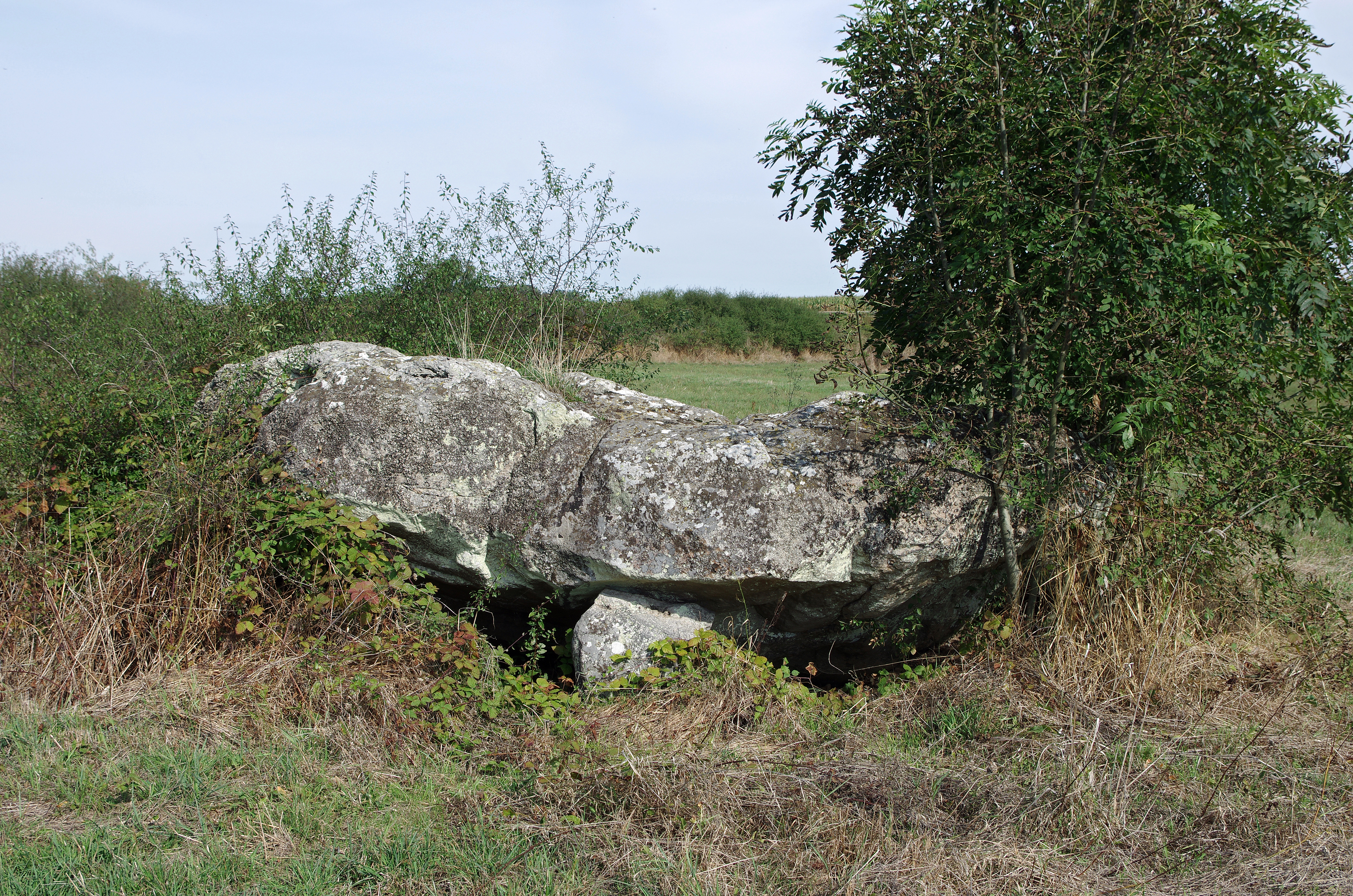
Dolmen „Palet de Gargantua“